# Lamprocryptus sumichrasti
Lamprocryptus sumichrasti är en stekelart som först beskrevs av Cresson 1874.  Lamprocryptus sumichrasti ingår i släktet Lamprocryptus och familjen brokparasitsteklar. Inga underarter finns listade i Catalogue of Life.